# Tanzanie aux Jeux olympiques d'été de 2012
La Tanzanie participe aux Jeux olympiques d'été de 2012 à Londres au Royaume-Uni du 27 juillet au 12 août de la même année et pour une 12e participation à des Jeux d'été.

## Athlétisme
Les athlètes de la Tanzanie ont jusqu'ici atteint les minima de qualification dans les épreuves d'athlétisme suivantes (pour chaque épreuve, un pays peut engager trois athlètes à condition qu'ils aient réussi chacun les minima A de qualification, un seul athlète par nation est inscrit sur la liste de départ si seuls les minima B sont réussis), :
Hommes
| Athlète                | Épreuve  | Séries   | Séries | Quarts de finale | Quarts de finale | Demi-finales | Demi-finales | Finale   | Finale |
| Athlète                | Épreuve  | Résultat | Rang   | Résultat         | Rang             | Résultat     | Rang         | Résultat | Rang   |
| ---------------------- | -------- | -------- | ------ | ---------------- | ---------------- | ------------ | ------------ | -------- | ------ |
| Mohamed Ikoki Msandeki | Marathon | -        | -      | -                | -                | -            | -            | -        | -      |
| Faustine Mussa         | Marathon | -        | -      | -                | -                | -            | -            | 2:17:39  | 33     |
| Samson Ramadhani       | Marathon | -        | -      | -                | -                | -            | -            | 2:24:53  | 66     |

Femmes
| Athlète      | Épreuve      | Séries   | Séries | Quarts de finale | Quarts de finale | Demi-finales | Demi-finales | Finale   | Finale |
| Athlète      | Épreuve      | Résultat | Rang   | Résultat         | Rang             | Résultat     | Rang         | Résultat | Rang   |
| ------------ | ------------ | -------- | ------ | ---------------- | ---------------- | ------------ | ------------ | -------- | ------ |
| Zakia Mrisho | 5 000 mètres | 15:39.58 | 31     | NC               | NC               | NC           | NC           | -        | -      |

## Boxe
Homme
| Athlète          | Épreuve            | 16e de finale       | 8e de finale        | Quart de finale     | Demi-finale         | Finale              | Finale |
| Athlète          | Épreuve            | Adversaire Résultat | Adversaire Résultat | Adversaire Résultat | Adversaire Résultat | Adversaire Résultat | Rang   |
| ---------------- | ------------------ | ------------------- | ------------------- | ------------------- | ------------------- | ------------------- | ------ |
| Selemani Kidunda | Mi-moyens (-69 kg) | Vasili Belous 7-20  | -                   | -                   | -                   | -                   | -      |

## Natation
| Athlète          | Épreuve          | Séries  | Séries | Demi-finales | Demi-finales | Finale | Finale |
| Athlète          | Épreuve          | Temps   | Rang   | Temps        | Rang         | Temps  | Rang   |
| ---------------- | ---------------- | ------- | ------ | ------------ | ------------ | ------ | ------ |
| Ammaar Ghadiyali | 100 m nage libre | 1:01.07 | 55     | -            | -            | -      | -      |

| Athlète         | Épreuve          | Séries  | Séries | Demi-finales | Demi-finales | Finale | Finale |
| Athlète         | Épreuve          | Temps   | Rang   | Temps        | Rang         | Temps  | Rang   |
| --------------- | ---------------- | ------- | ------ | ------------ | ------------ | ------ | ------ |
| Magdalena Moshi | 100 m nage libre | 1:05.80 | 45     | -            | -            | -      | -      |